# Hanne Klöver
Hanne Klöver (* 1959) ist eine deutsche Journalistin und Buchautorin. Sie arbeitet für den Norddeutschen Rundfunk (für TV-Magazine wie „Hallo Niedersachsen“; „Plattdüütsch!“; „Nordseereport“; „Nordtour“ und für Langformate wie „Nordstory“ und „Naturnah“ sowie im Hörfunk für NDR 1 Niedersachsen und für NDR Info, u. a. für die Sendungen „Dit & Dat op Platt“ und „Plattdüütsch an ´n Mondagavend“). Außerdem realisiert sie Beiträge für Radio Bremen.

## Werdegang
Klöver studierte Germanistik, Anglistik und Niederlandistik an der Georg-August-Universität Göttingen; anschließend folgte ein Volontariat bei der Ostfriesen-Zeitung in Leer. Ihre Hörfunkarbeit begann Anfang der 1990er Jahre mit Featurebeiträgen für Radio Bremen, für das Deutschlandradio und für den NDR. Zu ihren Schwerpunktthemen gehören Berichte über die niederdeutsche Sprache und Literatur, die Koch- und Esskultur Norddeutschlands, die Regionalgeschichte Ostfrieslands und des Oldenburger Landes sowie Natur- und Umweltthemen. Außerdem beschäftigt sie sich mit frauenhistorischen Aspekten. Hanne Klöver schreibt zudem für das Ostfriesland Magazin.

## Privates Engagement
Hanne Klöver ist Gründungsmitglied des gemeinnützigen Vereins „Rettet den Elisabethfehnkanal“. Der Verein hat mehr als 600 Mitglieder. Über 20 Vereine sind ihm angeschlossen. Der mit fast 15 Kilometern längste noch durchgängig befahrbare Fehnkanal Deutschlands führt direkt vor ihrer Haustür entlang. Ihre Urgroßeltern gehörten zu den ersten Siedlern am Kanal. Der Großvater war selbst Torfschiffer. Der Protest gegen die drohende Entwidmung und damit faktische Schließung des Kanals war erfolgreich. 2020 wird die Schleuse eröffnet.
Hanne Klöver engagiert sich für den Naturschutz. Sie ist ausgebildete Imkerin und Obstbaumfachwartin.

## Feature & Langformate (Hörfunk/Fernsehen)
- Wilhelmine Siefkes (Radio Bremen, 30 Min.)
- Die Europäische Sprachencharta (Deutschlandfunk – 4-teilige Serie à 30 Min.)
- Nationalparke in Deutschland (Deutschlandfunk – 5-teilige Serie à 30 Min.)
- Im Land der grünen Kathedralen – Der Küstenregenwald in British Columbia (Zwischen Hamburg & Haiti, NDR,  30 Min.)
- Natur ohne Grenzen – Der Nationalpark Bayerischer Wald (Zwischen Hamburg & Haiti, NDR, 30 Min.)
- Archipel der Vögel – Eine Reise zu den Shetland Inseln  (Zwischen Hamburg & Haiti, NDR, 30 Min.)
- 2000 Borkum (NDR, 59 Min.)
- 2002 Best of Kloot – Die Kloot- und Boßel WM (NDR, 15 Min.)
- 2005 Fischer ohne Schiff (NDR, 15 Min.)
- 2005 Küchengeschichten aus Ostfriesland (NDR: Nordstory, 60 Min.; 2 × 30 Min.;  6 × 15 Min.)
- 2008 Ostfriesische Volksmedizin (Naturnah, 30 Min.)
- 2010 Harriersand (Nordstory, NDR, 59 Min.)
- 2011 Rosen und Austern von der Waterkant (Nordstory, NDR, 59 Min.)
- 2011 Niedersachsens Wilde Kräuter (Nordstory, NDR, 59 Min.)
- 2016 Pilotprojekt Plattdeutsch:  Platt von Anfang an in Kindergarten und Grundschule (30 Min.)
- 2017 Marita – die Apfelretterin (30 Min.)

## Bücher
- Spurensuche im Saterland. SKN Verlag 1998.
- Ostfriesland kocht: Van Pottjekiekers un Pottjeslickers. SKN Verlag 2004.
- Barßel damals (Isensee Verlag 2006).
- Tee in Ostfriesland (Sambucus Verlag 2. Aufl. 2015).
- Mitarbeit am Buch „Ostfrieslands Moore und Fehne“ (SKN Verlag 2015).

## Auszeichnungen
- 2008 Oostfreeske Tuffel  (Auszeichnung der Vereinigung Onno e.V. – das ostfriesische  Netzwerk für Ökologie, Region und Zukunft).
- 2013 Keerlke – Der Ostfriesen-Oskar wird alljährlich vom Verein Ostfreeske Taal verliehen.